# Damaia
Damaia era una freguesia portuguesa del municipio de Amadora, distrito de Lisboa.

## Historia
El territorio de la freguesia de Damaia estuvo poblado desde tiempos prehistóricos, como atestiguan los seis yacimientos arqueológicos de la Carta Arqueológica da Amadora.
Sin embargo, hasta la urbanización intensiva iniciada en la década de 1960, Damaia era apenas una pequeña aldea desarrollada en torno al paso de nivel de la línea ferroviaria de Sintra y extendida hasta la quinta del Palacio de los Condes da Lousã. En este palacio del siglo XVIII residió el inventor Padre Himalaya.
Fue suprimida el 28 de enero  de 2013, en aplicación de una resolución de la Asamblea de la República portuguesa promulgada el 16 de enero de 2013 al pasar a formar parte de las freguesias de Águas Livres, Alfragide y Venteira.

## Patrimonio
- Acueducto de las Aguas Libres – Clasificado como Monumento Nacional de Portugal.
- Palacio dos Condes da Lousã